# Menhir von Roßberg
Der Menhir von Roßberg ist ein vorgeschichtlicher Menhir bei Roßberg, einem Ortsteil von Ebsdorfergrund im Landkreis Marburg-Biedenkopf in Hessen. Er ist als Türpfosten in einer frühmittelalterlichen Kirchenruine verbaut.

## Lage
Der Stein befindet sich südlich von Roßberg in einem Waldstück auf dem Gebiet der Wüstung Udenhausen. Er ist dort als Türpfosten der vermutlich im 8. oder 9. Jahrhundert (Karolingerzeit) entstandenen Kirche (dem Udenhäuser Kirchenstumpf) verbaut, wo er die restlichen erhaltenen Steine deutlich überragt.

## Beschreibung
Der Menhir besteht aus Basalt. Er ist plattenförmig und verjüngt sich nach oben. Der Stein hat eine Höhe von 110 cm, eine Breite von 100 cm und eine Dicke von 60 cm. Aufgrund seiner sekundären Verwendung weist er ein Riegelloch auf.